# Tom Brady
Thomas Edward Patrick Brady Jr. (San Mateo (Californië), 3 augustus 1977) is een voormalig Americanfootballspeler die 20 jaar speelde voor de New England Patriots en 3 jaar voor de Tampa Bay Buccaneers. Met zeven keer winst in de Super Bowl in zijn loopbaan geldt hij als de beste quarterback aller tijden. Brady was van 2009 tot 2022 getrouwd met topmodel Gisele Bündchen.

## Noemenswaardige prestaties

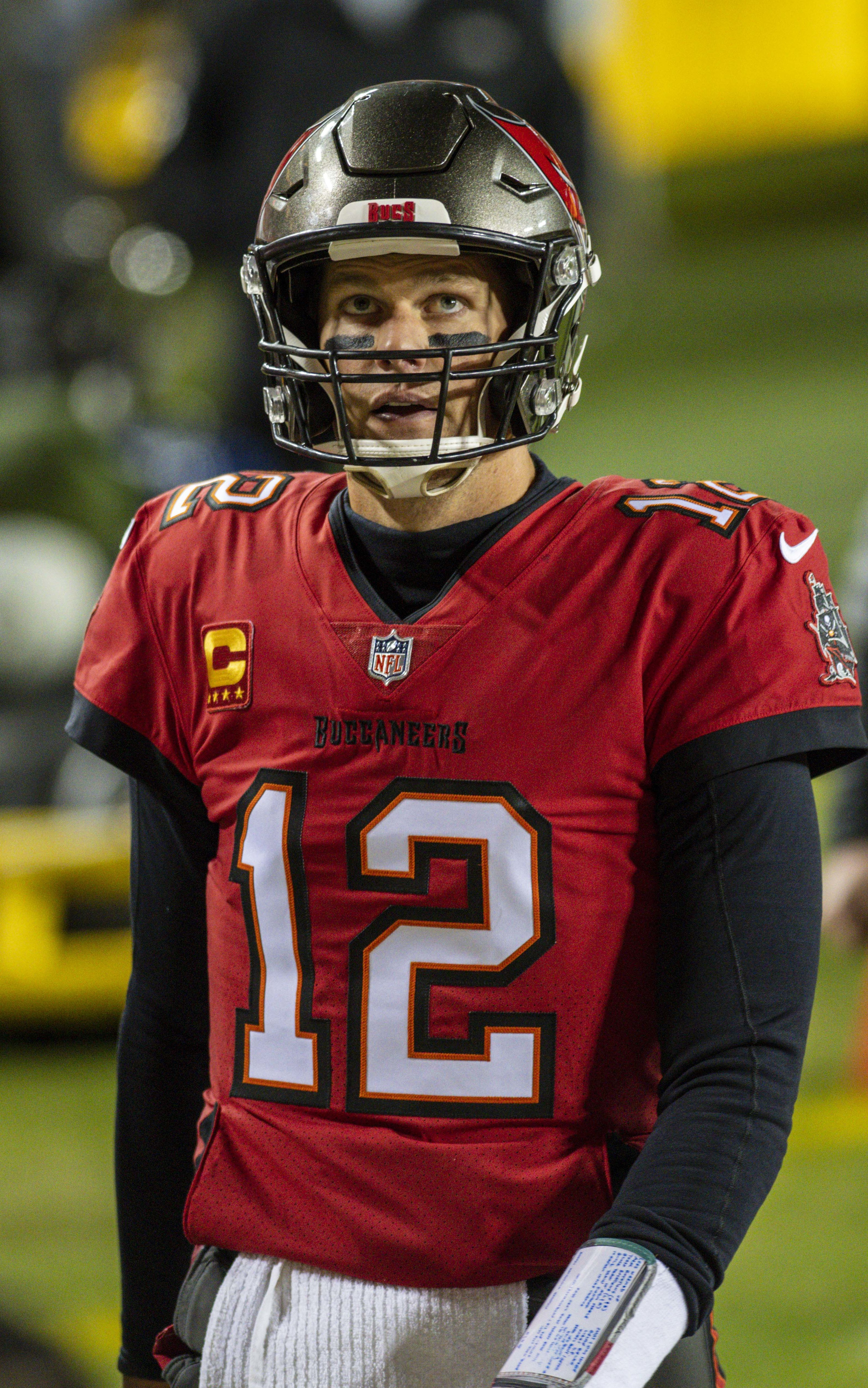
Tom Brady
bij de Buccaneers in 2021

- Brady werd drie keer benoemd tot "League's Most Valuable Player"; in 2007, 2010 en 2018.
- Brady speelde in totaal tien keer de Super Bowl (2002, 2004, 2005, 2008, 2012, 2015, 2017, 2018, 2019 en 2021), waarvan hij er zeven won, zes met de Patriots, één met de Buccaneers. Niemand deed het ooit beter.
- In de zeven Super Bowls die hij won, won hij vijf keer de Super Bowl Most Valuable Player Award (2002, 2004, 2015, 2017 en 2021).
- Brady werd in 2007 en 2010 opgenomen in het First Team All-Pro (het hoogste all-star team) en in 2005 in het Second Team All-Pro (het "reserve" all-star team).
- Brady werd in totaal veertien keer uitgenodigd voor de Pro Bowl, een jaarlijks evenement waarbij de beste NFL-spelers tegen elkaar spelen (2001, 2004, 2005, 2007, 2009, 2010, 2011, 2012, 2013, 2014, 2015, 2016, 2017 en 2018).
- Brady werd in 2005 Sports Illustrated Sportsman of the Year en in 2004 en 2007 Sporting News Sportsman of the Year.
- In 2007 had Brady zijn beste jaar waarin hij 50 touchdowns gooide en waarin de Patriots alle wedstrijden van het reguliere seizoen wonnen. In de Super Bowl waren de New York Giants uiteindelijk te sterk. Dit was de enige verloren wedstrijd van dit seizoen.

## Privé
Van 2004 tot 2006 had Brady een relatie met actrice Bridget Moynahan, met wie hij een zoon kreeg. Op 26 februari 2009 trouwde hij met topmodel Gisele Bündchen die hij leerde kennen via een blind date. Ze hebben samen een zoon en een dochter, Benjamin Rein en Vivian Lake. Het huwelijk kwam op 28 oktober 2022 ten einde met de officiële bekendmaking van de scheiding van het stel.

## Trivia
- In de NFL Draft van 2000 werd Brady pas in de zesde ronde als 199e geselecteerd door de New England Patriots.[4]
- Toen Brady Patriots-eigenaar Robert Kraft voor de eerste keer ontmoette, zei hij tegen hem: “Ik ben de beste beslissing die deze organisatie ooit genomen heeft.”
- Bij het 'deflategate'-schandaal in 2015 kreeg Brady vier speeldagen schorsing omdat hij wist dat zijn team had gesjoemeld met de luchtdruk van ballen zodat hij een betere grip had op het leer van de bal.[5]
- Brady speelde in zijn gehele professionele carrière met rugnummer 12. Toen hij in 2020 overstapte naar de Tampa Bay Buccaneers, stemde Buccaneers-speler Chris Goodwin toe om zijn nummer 12 aan Brady af te geven en zelf verder te gaan met nummer 14.[6]
- Brady en zijn personal coach Alex Guerrero startten samen met de TB12-methode, verwijzend naar zijn rugnummer 12. Een gezonde levensstijl gebaseerd op een zorgvuldig dieet om het lichaam te ontzuren en het soepel houden van de spieren. Hij eet geen zuivel en geen suiker, mijdt bepaalde groenten, eet weinig tot geen fruit en drinkt geen koffie. En iedere avond gaat hij om 20.30 uur slapen.[7]
- Op 44-jarige leeftijd kondigde de NFL-vedette van het American football begin februari 2022 zijn afscheid als speler aan, maar zes weken later maakte hij zijn comeback en deed er bij de Tampa Bay Buccaneers een 23e seizoen bij in zijn carrière.[8]
- Op 1 februari 2023 maakte hij opnieuw zijn afscheid als speler bekend. Brady zet zijn carrière voort als verslaggever voor Fox Sports.[9]
- Brady verscheen in de film Ted 2 uit 2015 als zichzelf.